# Бильдюк, Алексей Алексеевич
Алексе́й Алексе́евич Бильдю́к (16 ноября 1947 — февраль 1996, Бердянск, Запорожская область) — советский футболист, играл на позициях полузащитника и нападающего. Мастер спорта СССР.

## Карьера

### Клубная
Воспитанник детско-юношеской спортивной школы города Бердянска. В 1965 году выступал за местную «Энергию» в КФК. Карьеру в командах мастеров начал в 1966 году в команде второй союзной лиги «Шахтёр» Кадиевка, где провёл два сезона.
В 1968 году пополнил ряды николаевского «Судостроителя». В составе «корабелов» провёл 71 матч, забив одиннадцать мячей. В 1970 году перешёл в донецкий «Шахтёр». На высшем уровне провёл 53 встречи. В 1972 году вернулся в Николаев, а спустя год стал игроком хмельницкого «Динамо».
С 1973 по 1975 год выступал в составе харьковского «Металлиста». Завершил карьеру игрока в 1976 году в составе клуба «Эльбрус» Нальчик.

## Статистика выступлений
| Команда                  | Сезон            | Чемпионат        | Чемпионат | Чемпионат | Кубок | Кубок | Итого | Итого |
| Команда                  | Сезон            | Уров.            | Игры      | Голы      | Игры  | Голы  | Игры  | Голы  |
| ------------------------ | ---------------- | ---------------- | --------- | --------- | ----- | ----- | ----- | ----- |
| Шахтёр (Кадиевка)        | 1966             | III              | 37        | 1         | 0     | 0     | 37    | 1     |
| Шахтёр (Кадиевка)        | 1967             | III              | ?*        | ?*        | 0     | 0     | ?*    | ?*    |
| Шахтёр (Кадиевка)        | Итого            | Итого            | 37*       | 1*        | 0     | 0     | 37*   | 1*    |
| Судостроитель (Николаев) | 1968             | II               | 30        | 6         | 2     | 1     | 32    | 7     |
| Судостроитель (Николаев) | 1969             | II               | 41        | 5         | 7     | 0     | 48    | 5     |
| Судостроитель (Николаев) | Итого            | Итого            | 71        | 11        | 9     | 1     | 80    | 12    |
| Шахтёр (Донецк)          | 1970             | I                | 26        | 0         | 1     | 0     | 27    | 0     |
| Шахтёр (Донецк)          | 1971             | I                | 27        | 0         | 2     | 0     | 29    | 0     |
| Шахтёр (Донецк)          | Итого            | Итого            | 53        | 0         | 3     | 0     | 56    | 0     |
| Судостроитель (Николаев) | 1972             | III              | 18        | 3         | 0     | 0     | 18    | 3     |
| Динамо (Хмельницкий)     | 1973             | III              | ?*        | ?*        | 0     | 0     | ?*    | ?*    |
| Металлист (Харьков)      | 1973             | II               | 29        | 1         | 0     | 0     | 29    | 1     |
| Металлист (Харьков)      | 1974             | II               | 23        | 2         | 0     | 0     | 23    | 2     |
| Металлист (Харьков)      | 1975             | II               | 30        | 0         | 2     | 0     | 32    | 0     |
| Металлист (Харьков)      | Итого            | Итого            | 82        | 3         | 2     | 0     | 84    | 3     |
| Эльбрус (Нальчик)        | 1976             | II               | 1         | 0         | 1     | 0     | 2     | 0     |
| Всего за карьеру         | Всего за карьеру | Всего за карьеру | 262*      | 18*       | 15    | 1     | 277*  | 19*   |

Примечание: знаком * отмечены ячейки, данные в которых неполные в связи с отсутствием протоколов первенств СССР 1967 и 1973 годов.
Источники:
- Статистика выступлений за «Металлист» (Харьков) взята со спортивного медиа-портала Metalist-kh-stat.net.ua